# NGC 4526
NGC 4526 (ook wel NGC 4560) is een lensvormig sterrenstelsel in het sterrenbeeld Maagd. Het hemelobject werd op 13 april 1784 ontdekt door de Duits-Britse astronoom William Herschel. Het stelsel maakt deel uit van de Virgo Cluster. Dit stelsel werd het verloren melkwegstelsel (the lost galaxy) genoemd door Leland S. Copeland.  NGC 4526 kan echter gemakkelijk worden opgespoord dankzij de twee sterren HD 109417 en HD 109285 die elk, vanaf de Aarde gezien, dit stelsel ten oosten en ten westen ervan flankeren.

## Synoniemen
- NGC 4560
- IRAS12315+0758
- UGC 7718
- VCC 1535
- MCG 1-32-100
- ZWG 42.155
- PGC 41772